# Superliqa 2018/2019 (volleyboll, damer)
Superliqa 2018/2019 var den 28:e upplagan av turneringen, som utser de azerbajdzjanska mästarna i volleyboll på damsidan. Den utspelade sig mellan 22 december 2018 och 6 april 2019. I turneringen deltog fyra lag. Azärreyl QVK blev mästare för åttonde gången (andra i rad). Turneringen genomfördes som en serie där alla lag mötte alla andra lag fyra gånger. 

## Deltagande lag
| Klubb          | Stad | Föregående säsong |
| -------------- | ---- | ----------------- |
| Abşeron VK     | Baku | 2:a i Superliqa   |
| Azärreyl QVK   | Baku | 1:a i Superliqa   |
| FVA VK         | Baku | 3:a i Superliqa   |
| Lokomotiv Baku | Baku | 4:a i Superliqa   |

## Turneringen

### Resultat
| Första omgången |                           |     |                            |
|                 |                           |     |                            |
| 22-01           | FVA - Abşeron             | 1-3 | 25-19, 14-25, 17-25, 21-25 |
| 22-12           | Azärreyl - Lokomotiv Baku | 3-0 | 25-17, 25-19, 25-21        |

| Andra omgången |                          |     |                     |
|                |                          |     |                     |
| 26-01          | Azärreyl - FVA           | 3-0 | 25-11, 25-8, 25-16  |
| 26-01          | Lokomotiv Baku - Abşeron | 3-0 | 25-14, 25-15, 25-10 |

| Tredje omgången |                      |     |                     |
|                 |                      |     |                     |
| 02-02           | FVA - Lokomotiv Baku | 0-3 | 19-25, 13-25, 14-25 |
| 02-02           | Abşeron - Azärreyl   | 0-3 | 21-25, 14-25, 14-25 |

| Fjärde omgången |                           |     |                            |
|                 |                           |     |                            |
| 09-02           | FVA - Abşeron             | 1-3 | 20-25, 22-25, 25-23, 19-25 |
| 09-02           | Lokomotiv Baku - Azärreyl | 0-3 | 18-25, 22-25, 13-25        |

| Femte omgången |                          |     |                     |
|                |                          |     |                     |
| 16-02          | FVA - Azärreyl           | 0-3 | 12-25, 18-25, 6-25  |
| 16-02          | Abşeron - Lokomotiv Baku | 0-3 | 12-25, 12-25, 13-25 |

| Sjätte omgången |                      |     |                     |
|                 |                      |     |                     |
| 23-02           | Azärreyl - Abşeron   | 3-0 | 25-18, 25-15, 25-12 |
| 23-02           | Lokomotiv Baku - FVA | 3-0 | 25-10, 25-9, 25-11  |

| Sjunde omgången |                           |     |                            |
|                 |                           |     |                            |
| 02-03           | FVA - Abşeron             | 3-0 | 25-22, 25-21, 29-27        |
| 02-03           | Azärreyl - Lokomotiv Baku | 3-1 | 25-22, 25-22, 19-25, 25-18 |

| Åttonde omgången |                          |     |                     |
|                  |                          |     |                     |
| 06-03            | Azärreyl - FVA           | 3-0 | 25-14, 25-14, 25-16 |
| 06-03            | Lokomotiv Baku - Abşeron | 3-0 | 25-15, 25-11, 25-14 |

| Nionde omgången |                      |     |                     |
|                 |                      |     |                     |
| 16-03           | Azärreyl - Abşeron   | 3-0 | 25-14, 25-14, 25-14 |
| 16-03           | FVA - Lokomotiv Baku | 0-3 | 8-25, 11-25, 15-25  |

| Tionde omgången |                           |     |                                   |
|                 |                           |     |                                   |
| 28-03           | FVA - Abşeron             | 3-2 | 25-21, 15-25, 25-18, 13-25, 15-10 |
| 28-03           | Lokomotiv Baku - Azärreyl | 3-2 | 25-21, 21-25, 25-21, 13-25, 15-9  |

| Elfte omgången |                          |     |                     |
|                |                          |     |                     |
| 03-04          | FVA - Azärreyl           | 0-3 | 12-25, 10-25, 19-25 |
| 03-04          | Abşeron - Lokomotiv Baku | 0-3 | 20-25, 15-25, 13-25 |

| Tolfte omgången |                      |     |                     |
|                 |                      |     |                     |
| 06-04           | Azärreyl - Abşeron   | 3-0 | 25-16, 25-12, 25-18 |
| 06-04           | Lokomotiv Baku - FVA | 3-0 | 25-7, 25-16, 25-17  |

### Sluttabell
| Pos.. | Lag            | Pt | M  | V  | F  | SV | SF | Kvot  | PV | PF | Kvot |
| ----- | -------------- | -- | -- | -- | -- | -- | -- | ----- | -- | -- | ---- |
| 1.    | Azärreyl QVK   | 34 | 12 | 11 | 1  | 35 | 4  | 8,750 | -  | -  | -    |
| 2.    | Lokomotiv Baku | 26 | 12 | 9  | 3  | 28 | 11 | 2,545 | -  | -  | -    |
| 3.    | Abşeron VK     | 7  | 12 | 2  | 10 | 8  | 32 | 0,250 | -  | -  | -    |
| 4.    | FVA VK         | 5  | 12 | 2  | 10 | 8  | 32 | 0,250 | -  | -  | -    |

## Slutplaceringar
| Pos          | Lag            |
| ------------ | -------------- |
| Azerbajdzjan | Azärreyl QVK   |
| 2            | Lokomotiv Baku |
| 3            | Abşeron VK     |
| 4            | FVA VK         |